# Masthuggets BK

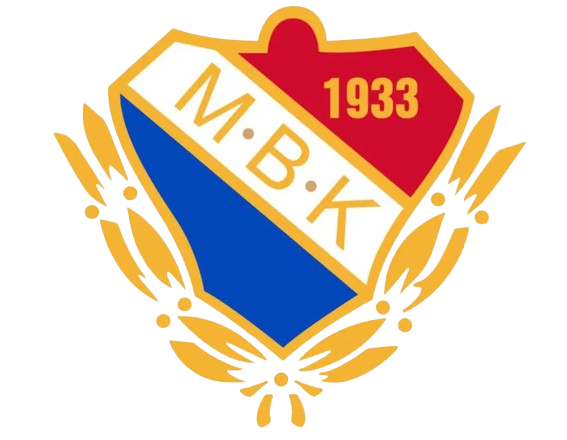
Masthuggets BK logga

Masthuggets BK är en fotbollsklubb, bildad 1933, från stadsdelen Masthugget i Göteborg. Hemmamatcherna spelar man på Majvallen.
Masthugget har också en ungdomssektion med både pojkar och flickor. Upptagningsområdena är främst stadsdelarna Masthugget, Linnéstaden och Majorna, men även Högsbo. Klubben arrangerar årligen inomhusturneringen Johan Anderssons Minne för herrseniorer och har tidigare arrangerat MasthuggsCupen, som var Göteborgs största fotbollsturnering för enbart flickor.

## Historia
Masthuggets Bollklubb bildades den 18 augusti 1933, med egen lokal på Stora Backegatan 13. Initiativtagare var Erland Smedberg, Evert Sjöberg, Karl Simonsson och Bertil Hjortberg. A-laget startade i klass 7 och blev två efter Udden och uppflyttad till klass 6. Första tränare var Evert Sjöberg och lagledare Ejnar Lysell. På 1950-talet flyttade klubben till en ny lokal på Skepparegatan 73 C. Sedan startade har klubben spelat fotboll och har A-lag, B-lag och flera ungdomslag. Klubben har tidigare haft bordtennis och handboll på programmet.
Klubben spelar sedan slutet av 1930-talet i röda tröjor och blåa byxor. Örgryte IS värvade då en spelare från Masthugget och betalade med ett ställ röda tröjor och blåa byxor. Klubbens seniorlag är sedan flera år ett stabilt division 6-lag och har som bäst spelat i division 5 (senast 1991). 
Inför säsongen 2006 lyckades klubben sensationellt värva Hans Blomqvist från GAIS. Men "Brasse-Hasses" sejour i klubben blev kortvarig. Efter sju matcher och sex mål la han skorna på hyllan strax innan seriens sommaruppehåll.
Andra kända fotbollsprofiler som spelat i Masthuggets BK är till exempel Karl Corneliusson, Martin Dohlsten, och IFK Göteborgs nyförvärv inför säsongen 2007, Mathias Ranégie.

## Allsvenska spelare från Masthuggets BK
- Mathias Ranégie
- Karl Corneliusson
- Martin Dohlsten
- Kjell-Åke Engström (för Västra Frölunda IF)
- Kenneth Börjesson (för GAIS 1955-1961)

### Fotnoter
1. ↑  https://www.masthugget.com/masthuggetsbk/sida/34508/mbks-historia
2. ↑  Gamla Masthuggspojkar 1983 : Gamla Masthuggspojkars Tidning, [årgång 37], utgiven av Föreningen Gamla Masthuggspojkar, Göteborg 1983 ISSN 1401-8071, s. 20f
3. ↑  Christian Olsson (5 april 2007). ”Allsvenskans profiler”. Sveriges radio. http://sverigesradio.se/sida/artikel.aspx?programid=2835&artikel=1296047. Läst 5 oktober 2017.